# Felicia Malipiero
Felicia Malipiero (Venetië, 10e eeuw) was de gemalin van Pietro I Orseolo, doge van Venetië en heilige in de Rooms-katholieke Kerk. De titel in het Italiaans voor haar was dogaressa of doge-gemalin. Zij was bekend voor haar zorg voor zieke Venetianen, eerst als dogaressa, later als benedictines.

## Levensloop

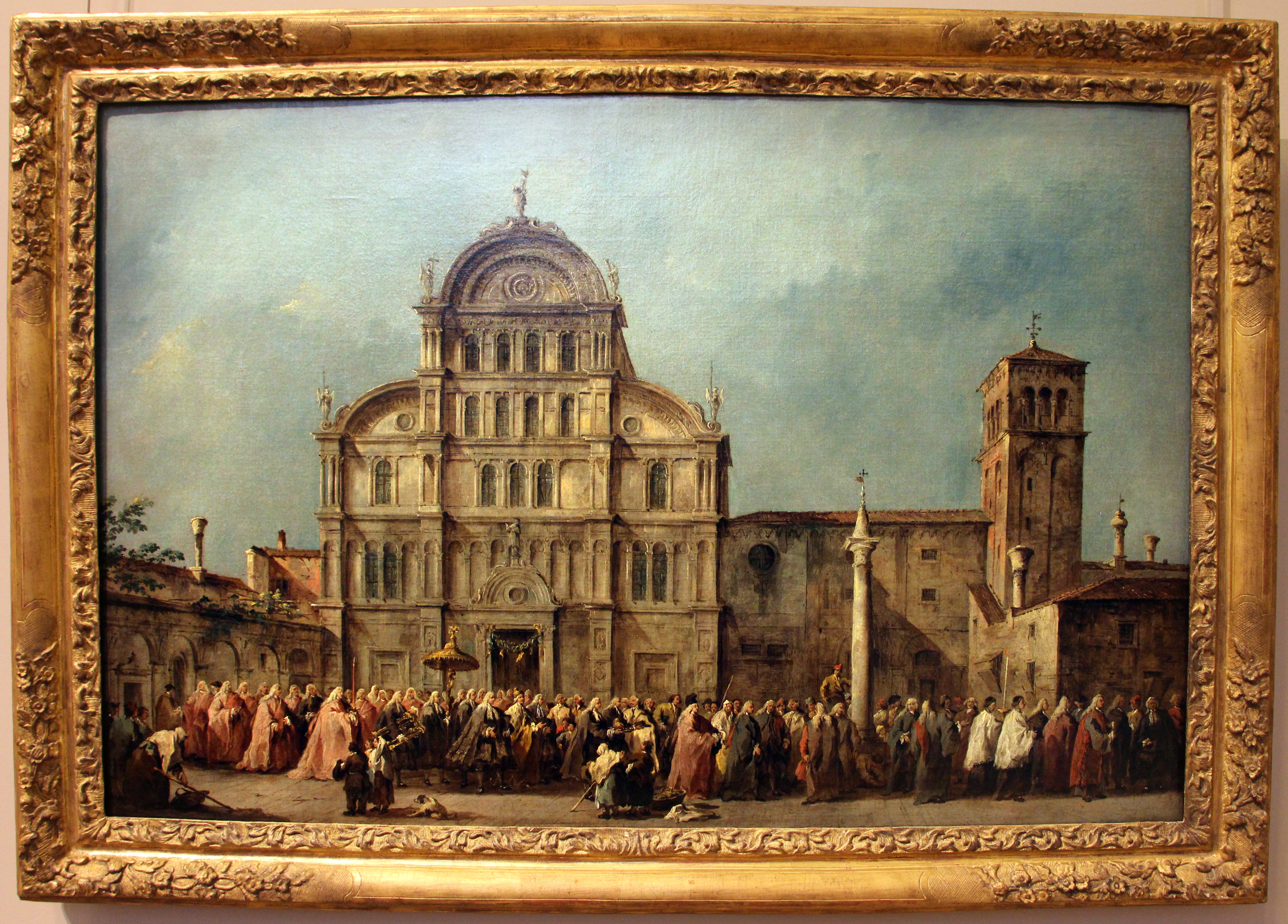
San Zaccariaklooster in Venetië (18e eeuw)

Toen haar man Orseolo verkozen werd tot doge (976) had het echtpaar twee zonen, Pietro en Domenigo. Samen met haar man leed Malipiero een devoot leven. Het dogepaleis was in herstel en daarom verbleef het echtpaar met de kinderen in een kleine woning. De woning werd druk bezocht door Roomse geestelijken, in die mate dat de patriciërs er zich over bekloegen dat zij geen invloed hadden op de doge. Gegoede dames in Venetië keken neer op het sobere huishouden van Malipiero. De weduwe van de vorige doge Pietro IV Candiano die vermoord was, leefde op kosten van het echtpaar.
In 976 stichtte haar man een hospitium op een plek die later deel zou uitmaken van het San Marcoplein. Het hospitium was bedoeld voor zieke pelgrims op weg naar het Heilig Land. De kloosterzusters van de San Zaccaria, benedictinessen, ontfermden zich over de zieken. Haar man hield zich niet bezig met de zieken; hij bleef voortdurend bidden in de kapel van het hospitium. Malipiero hielp wel de zieken; zij werd ziekenverzorgster samen met de kloosterzusters. 
Na een ambtstermijn van twee jaar trok doge Pietro Orseolo zich terug in de abdij Saint-Michel de Cuxa (of Cassano) gelegen in Aquitanië in het Frankenrijk (978). Malipiero bleef achter met de twee zonen, die zij alleen opvoedde. Zij stelde de devotie van hun vader hen als voorbeeld voor. Malipiero trad binnen bij de zusters van San Zaccaria. Zij overleefde haar man nog vele jaren.

## Schilderij
In het Museo Civico van Venetië hangt een schilderij van de Venetiaanse schilder Giovanni Santacroce. Naast de Madonna met Kind beeldde hij Pietro en Felicia Orseolo-Malipiero af. Pietro Orseolo is afgebeeld als een kluizenaar met een dogekroon; Felicia Malipiero is afgebeeld als een non. 